# Zweite Schlacht von Dschebel Gedir
 Aba – Dschebel Gedir I – Sennar I – Dschebel Gedir II – al-Ubayyid I – al-Ubayyid II – Sennar II – Sinkat – El Teb I – Scheikan – El Teb II – El Teb III – Tamanieh – Khartum – Abu Klea – Gallabat – Toski – Firket – Atbara – Omdurman – Umm Diwaykarat
Die Zweite Schlacht von Dschebel Gedir, auch bekannt als Schlacht von Massa, war die dritte vergebliche militärische Unternehmung Ägyptens den Mahdi-Aufstand im Sudan zu unterdrücken. Diese endete am 30. Mai 1882 mit der Vernichtung des Expeditionsheeres durch die Mahdisten.

## Vorgeschichte
Im Sudan, der ab 1821 unter die Herrschaft der osmanischen Vizekönige (Khediven) von Ägypten gekommen war, begann 1881 der Mahdi-Aufstand. Nach der gewonnenen Schlacht von Aba war Muhammad Ahmad, der Mahdi, mit seinen Anhängern an den Berg von Gedir geflüchtet. Der Gouverneur von Faschoda, Raschid Bey, scheiterte beim Versuch, dem Mahdi-Aufstand dort ein Ende zu bereiten. Seine Expedition wurde in der Ersten Schlacht von Dschebel Gedir am 9. Dezember 1881 vernichtend geschlagen.
Einen weiteren Versuch leitete Carl Christian Giegler ein, der zwischen Abberufung von Rauf Pascha im Februar 1882 und den Amtsantritt von Abd al-Qadir Pascha im Mai 1882 geschäftsführend das Amt des Generalgouverneurs des Sudan übernahm. Für die Aufstellung eines neuen Expeditionsheeres zog er Kräfte aus den Provinzen Khartum, Kordofan und Sennar ab und versammelte diese in Khartum. Allerdings wurde dabei die Garnison in Sennar derart geschwächt, dass diese sich gegen Amir wad Umar al-Makaschif, der die Gelegenheit nutzend sich im Namen Muhammad Ahmads erhoben hatte, kaum selbst verteidigen konnten (siehe: Sennar-Expedition). Zum Kommandeur des Heeres ernannte er Liwa Yusuf Pascha Hasan al-Schallali. Die Expedition bestand aus circa 3.000 bis 3.500 zumeist unausgebildeten Soldaten.

## Verlauf
Yusufs Expedition verließ Khartum im März 1882 und verblieb für lange Zeit in Kawa. Aufgrund der besseren Wasserversorgungslage, entschied sich Yusuf für die längere südliche Route über Faschoda. Nach einem Aufenthalt von 12 Tagen verließ Yusufs Expedition Faschoda am 4. Mai in Richtung Westen. Da der Beginn der Regenzeit sich verzögerte – die Durchquerung dieses wasserarmen Gebietes war in der Trockenzeit risikoreich –, wurde am Berg Funqur ein längerer Halt eingelegt. Ein Briefwechsel zwischen Yusuf Pascha und Muhammad Ahmad blieb ergebnislos. Am 21. Mai zog Yusuf weiter nach Westen und betrat sumpfiges, bewaldetes Gebiet und erreichte die Umgegend von Gedir bei Dschebel al-Dscharada am Abend des 29. Mai. Aufgrund des strapaziösen Marsches, war die Armee derart erschöpft, dass die Seriba nur unzureichend fertiggestellt wurde. Das schlafende Heer wurde am Morgen des 30. Mai vor Sonnenaufgang von den Mahdisten überfallen und bis auf wenige Überlebende vernichtet. Unter den Opfern befand sich auch der deutsche Fotograf Carl Berghoff, der die Expedition als Kriegsberichterstatter begleitete.

## Folgen
Giegler verzichtete bei Beginn der kommissarischen Übernahme des Gouverneursamtes ausdrücklich auf die ihm angebotene militärische Unterstützung aus dem ägyptischen Kernland, da er die Lage zu optimistisch einschätzte. Nach der Niederlage gab es nicht mehr genügend Truppen im Sudan, um erneut eine Feldarmee gegen die Mahdisten aufzustellen. Die ägyptische Administration im Sudan war zur Passivität gezwungen. Der Bewegung wurde damit Zeit gegeben sich weiter zu stärken. Denn der Sieg ließ Muhammad Ahmads Prestige bei der einheimischen Bevölkerung Sudans erneut steigern, was ihm weitere Anhänger bescherte und ihn in die Lage versetzte in die Offensive überzugehen. Nach Nachricht über den Ausgang der Schlacht forderte der Generalgouverneur Sudans, Abd al-Qadir Pascha, Verstärkung von der ägyptischen Regierung an. Nachdem die ägyptische Armee nach Niederschlagung des Urabi-Aufstands aufgelöst worden war, mussten nun 10.000 Mann der ehemaligen Armee zunächst reaktiviert werden. Erst ab dem Herbst 1882 war die Regierung deshalb imstande Kräfte für ein Expeditionsheer zu entsenden, das später unter dem Befehl von William Hicks gestellt und am 5. November 1883 in der Schlacht von Scheikan von den Mahdisten vernichtend besiegt wurde. Infolge wurden die Sudan-Provinzen durch Ägypten aufgegeben.